# Xavier Caers
Xavier Caers est un footballeur international belge né le 5 février 1950 à Mol (Belgique).

## Biographie
Xavier Caers a commencé à jouer au KFC Wezel Sport, avant d'être engagé à 18 ans, par le Royal Antwerp FC. Il évolue dix saisons au Great Old. Jouant d'abord attaquant, il termine sa carrière comme arrière-gauche. Il est capitaine de l'équipe durant la saison 1973-1974. L'équipe termine cette saison puis la suivante, à la deuxième place du Championnat de Belgique. Elle perd la finale de la Coupe de Belgique en 1975.
Caers joue également un match amical avec les Diables Rouges le 30 avril 1975 (Belgique-Pays-Bas, 1-0).

## Palmarès
- International le 30 avril 1975: Belgique-Pays-Bas, 1-0 (match amical)
- Vice-Champion de Belgique en 1974 et 1975 avec le Royal Antwerp FC
- Finaliste de la Coupe de Belgique en 1975 avec le Royal Antwerp FC